# تحقق ذاتي
التحقق الشخصي أو الذاتي، والذي يُسمَّى أحيانًا ب تأثير التحقق الشخصي أو الذاتي، هو عبارة عن انحياز معرفي يعتبر الناس من خلاله أن بيانًا أو معلومة ما صحيحة إذا كان لها أي معنى ذاتي أو أهمية بالنسبة لهم. بعبارة أخرى، يرى الأشخاص الذين يؤثر برأيهم التحقق الذاتي حدثين غير مرتبطين ببعضهما (أي بمحظ المصادفة) لأن معتقداتهم الشخصية تتطلب أن يكونا مرتبطين. يرتبط التحقق الذاتي أو الشخصي ارتباطًا وثيقًا بتأثير فورير، وهو عامل مهم في القراءة الباردة، وهو ما يعد السبب الرئيسي وراء معظم الظواهر الخارقة للطبيعة. وفقًا لبوب كارول، يعتبر عالم النفس راي هايمان هو الخبير الأول في التحقق الشخصي/الذاتي والقراءة الباردة.
ظهر مصطلح التحقق الذاتي لأول مرة في كتاب 1980 The Psychology of the Psychic من تأليف ديفد ماركس وريتشارد كمان.
يصف التحقق الذاتي أو الشخصي ميل الناس إلى الاعتقاد أو قبول فكرة أو بيان إذا كان يقدم لهم بطريقة ذاتية وإيجابية. ويمكن أن نجد مثالاً للتحقق الذاتي في الأبراج، والتي غالبًا ما تصدر بيانات شخصية غامضة وسهلة التعميم، يشار إليها أحيانًا باسم «عبارات بارنوم»، مصممة لتطبق على أي فرد تقريبًا ، مثل: «لديك الكثير من السعة غير المستخدمة، والتي لم تستغلها لصالحك». يمكن أن يتسبب هذا في أن ينسب المرء نجاحك المستقبلي إلى برجك ويشعرك كما لو تم إثبات صحة إيمانك به. يعد التحقق الذاتي في جوهره بمثابة تحيز تأكيدي تجاه المعلومات التي تساعد شخصياً على احترام الذات.
إن العديد من عمليات التحقق التي تم تقديمها لا تعد ضرورية لأنها صحيحة فيما يتعلق بالمستلمين ولكن بناءً على رغبة الناس في أن يكون ذلك صحيحًا عن أنفسهم. حين نفكر في جميع ملفات تعريف الارتباط التي نفتحها، وعدد الأشخاص الذين لا يرغبون في أن يكونوا «الشخص المرح الذي يرغب الجميع بالتواجد حوله.» يميل الناس إلى التفكير في أنفسهم من منظور القيم التي يهتمون بها، حتى لو لم يظهروا تلك القيم، هم يميلون إلى الاعتقاد بأنهم يفعلون ذلك، ويميلون إلى تصديق ذلك كلما سمعوه أو قرأوه عن أنفسهم.
يمكن رؤية هذا التأثير في المجال الصحي. فمثلاً، إذا كان شخص ما يفضل تناول لحم الخنزير المقدد وصادف مقالًا يتحدث عن أثر لحم الخنزير المقدد لصحة جسمك، فسيميل هذا الشخص إلى تصديق المقال أكثر لأنه في نظره أن هذا المقال «يثبت» تناول المزيد من لحم الخنزير المقدد.

## أمثلة على التحقق الشخصي أو الذاتي
اختبار آخر هو اختبار شخصية بيرترام آر فورر. كان فورر يعطي طلابه اختبارًا للشخصية وبغض النظر عن إجابات طلابه، أعطاهم جميعًا نفس نتائج الشخصية وسألهم عن مدى جودة وصف تلك النتائج الشخصية لهم على مقياس من 0 إلى 5، وكان متوسط الدرجة 4.26. تم تكرار هذا الاختبار لعدة مرات ولا يزال المتوسط حوالي 4.2. 
إن الاختبارات الشخصية، حتى مع دعم العلم لها، تتميز بعمليات تحقق ذاتية. خذ اختبار الشخصية الست عشرة  كمثال جيد على ذلك. فعندما يصل الأشخاص إلى الصفحة الرئيسية لأول مرة، يمكنهم رؤية اقتباسات من كل هؤلاء الأشخاص والتي توضح مدى دقتها، وكيف تصفهم على نحوٍ دقيق للغاية. بعد الاطلاع على الكثير من النتائج، يمكن للمرء أن يرى أنها غامضة بدرجة كافية بحيث يمكن تطبيقها على العديد من الأشخاص. ويمكن للناس أن يكتشفوا الكثير عن أنفسهم من خلال هذه الاختبارات، لكنها لا تزال مثالاً على التحقق الذاتي؛ حيث يجد هؤلاء الأشخاص ما يبحثون عنه. لمعرفة المزيد حول اختبارات الشخصية، انقر هنا في مؤشر نوع مايرز بريجز.

## روابط خارجية
- المشككين قاموس الدخول على ذاتية التحقق من صحة